# Municipio de Clement (Dakota del Norte)
El municipio de Clement (en inglés: Clement Township) es un municipio ubicado en el condado de Dickey en el estado estadounidense de Dakota del Norte. En el año 2010 tenía una población de 109 habitantes y una densidad poblacional de 0,92 personas por km².

## Geografía
El municipio de Clement se encuentra ubicado en las coordenadas 46°9′39″N 98°11′1″O / 46.16083, -98.18361. Según la Oficina del Censo de los Estados Unidos, el municipio tiene una superficie total de 118.27 km², de la cual 117,26 km² corresponden a tierra firme y (0,85 %) 1,01 km² es agua.

## Demografía
Según el censo de 2010, había 109 personas residiendo en el municipio de Clement. La densidad de población era de 0,92 hab./km². De los 109 habitantes, el municipio de Clement estaba compuesto por el 98,17 % blancos y el 1,83 % eran de una mezcla de razas. Del total de la población el 0,92 % eran hispanos o latinos de cualquier raza.